# Новосільці (Сяноцький повіт)
Новосільці (пол. Nowosielce) — лемківське село в Польщі, у гміні Заршин Сяноцького повіту Підкарпатського воєводства. Розташоване в середньому Бескиді. Населення — 1293 особи (2011).

## Географія
Розташоване на державній дорозі № 28, у мальовничій долині річки Пельниця, за 3 км на південний схід від міста Заршин, за 11 км на захід від міста Сянок та за 52 км на південь від міста Ряшів.

## Історія

Цекрва Покрови Богородиці у Новосільцях, споруджена 1894, зруйнована у 1955 р.

Село вперше згадується в 1390 р. В 1425 р. село переведене з руського права на волоське. В 1340-1772 рр. село входило до складу Сяноцької землі Руського воєводства Речі Посполитої. З 1772 до 1918 року — у межах Сяніцького повіту Королівства Галичини та Володимирії монархії Габсбургів (з 1867 року Австро-Угорщини).
У середині XIX ст. в селі розпочато видобуток нафти.
У 1885 р. після будівництва залізничної станції для відміни від подібних поселень до назви додано додаток «Ґнєвош» за прізвищем власника фільварку.
У 1886 р. в селі було 1199 мешканців (625 грекокатоликів, 403 римокатолики, 32 юдеї  і 139 осіб невідомого віровизнання).
На початку ХХ сторіччя до Першої світової в селі функціонувало українське руханкове товариство Січ. У міжвоєнний час у селі діяла читальня «Просвіти». В 1939 році в селі проживало 1410 мешканців, з них 720 українців, 650 поляків (мова почасти українська) і 40 євреїв. Село входило до ґміни Заршин Сяніцького повіту Львівського воєводства.
Після війни корінне українське населення депортоване в 1944—1946 р. до СРСР та в ході операції «Вісла» 1947 року на понімецькі землі.
У 1975-1998 роках село належало до Кросненського воєводства.

## Демографія
Демографічна структура станом на 31 березня 2011 року:
|          | Загалом | Допрацездатний вік | Працездатний вік | Постпрацездатний вік |
| -------- | ------- | ------------------ | ---------------- | -------------------- |
| Чоловіки | 622     | 131                | 426              | 65                   |
| Жінки    | 671     | 132                | 373              | 166                  |
| Разом    | 1293    | 263                | 799              | 231                  |

## Церква
1895 року на зміну дерев’яній збудована мурована церква Пресвятої Богородиці всупереч активній протидії галицького намісника Казимира Бадені. Проект храму виконав відомий український архітектор Нагірний. Парафія при храмі належала з 1930 року до Буківського деканату, метричні книги велися з 1784 року. Церкву знищили у 1955 році, за комуністичної влади.